# 文章 (演员)
文章（1984年6月26日—），滿族，陕西西安人，中国男演员、导演。2006年毕业于中央戏剧学院表演系。曾获大众电影百花奖最佳男演員，金鸡奖最佳導演处女作奖，金鹰奖最具人氣男演員等奖项。2018年文章入选《中国电视剧60年大系·人物卷》。

## 生平

### 踏入演艺圈
2000年，还在艺校学习的文章参演了他人生的第一部电视剧《青春正点》饰演中学生陈龙，并立志考入中央戏剧学院。2006年，在中央戏剧学院上学的文章出演电视剧《与青春有關的日子》，成功饰演配角卓越，开始在大陆電视圈展露头角。2006年，出演第一部古装剧《锦衣卫》与妻子马伊琍相识。

### 人气上升
2008年，文章在热播剧《奋斗》中出演男二号向南，引起广泛关注。这也是文章和妻子马伊琍的第二次合作。2009年，文章进入电影届，主演第一部电影《走着瞧》。该片在上海国际电影节新片展映单元和东京国际电影节“亚洲风”单元获奖。文章也凭主演的北京青年马杰一角获得第12届上海国际电影节最受关注新人演员奖。2009年，文章主演电视剧《愛在日月潭》，参演热播电视剧《蜗居》，成功饰演配角小贝，知名度得到进一步提高。2010年，文章与李连杰共同主演文艺片《海洋天堂》，文章饰演弱智青年大福，被认为是中国的“达斯汀·霍夫曼”。文章凭此片获得第14届中国电影华表奖优秀新人男演员奖，第13届上海国际电影节最佳男主角奖和第18届北京大学生电影节最受大学生欢迎男演员奖。该片获得上海国际电影节“金爵奖”，中国电影华表奖优秀故事片奖和第18届北京大学生电影节人文关怀奖。同年，文章主演电视剧《雪豹》，该剧被各大电视台反复播放。文章凭借周卫国一角获得第12届四川电视艺术节金熊猫奖电视剧类最佳男演员，第9届中国金鹰电视艺术节最具人气男演员和第26届中国电视金鹰奖观众喜爱的男演员奖项。

### 成名
2011年，文章在滕华弢导演、改編自网络小说的电视剧《裸婚时代》中出演男主角刘易阳，被网友誉为灯笼男。文章在《裸婚时代》中更身兼剧本策划，片中许多经典台词被年轻人推崇。文章凭此片获得2011国剧盛典年度最佳男演员。由文章与白百何主演，滕华弢导演，改編自网络小说的电影《失恋33天》在各大影院上映，创造了小成本电影的票房。文章凭王小贱一角获得第31届大众电影百花奖最佳男演员奖。他是第一个获此殊荣的80后男演员。在电影《万有引力》中，文章饰演其中一个单元的男主角高洋，该片入围加拿大蒙特利尔国际电影节最佳影片。文章也凭此片荣获第三届英国万像国际华语电影节优秀男配角奖。文章还参演了电影《白蛇传说》，饰演了一个非常抢眼的配角能忍。2012年，文章主演贺岁片《亲家过年》饰演男主角张雪伦。2013年，由文章主演的周星驰电影《西游·降魔篇》打破华语片票房记录，收获全球票房2.15亿美元。同年文章自己经营的影视工作室-君竹（北京）影视文化有限公司参与投资制作的第一部影视作品《小爸爸》在大陆四大卫视黄金档播出。文章在该剧中不仅饰演男主角于果，还担任导演并参与剧本策划。这是文章第一次出任导演。文章凭《小爸爸》獲2013国剧盛典 观众喜爱的导演，该片同时获得2013国剧盛典十佳电视剧奖。妻子马伊琍在片中饰演女主角，并担任制片人。

### 新的起点
2014年，文章参演姜文导演的电影《一步之遥》，饰演主角之一武七。该片入围第65届柏林电影节。2016年，文章主演张黎导演的电视剧《少帅》饰演历史人物张学良。文章凭此片获得2017中国电视剧品质盛典年度品质表演剧星。同年七月，由文章的君竹（上海）影视文化有限公司参与制作的喜剧爱情电影《陆垚知马俐》在中国大陆，美国，加拿大，澳大利亚及新西兰上映。文章不仅担任导演，还兼任编剧。此片以中小成本获得近2亿票房。文章的导演风格被一些影评人誉为“文房四宝”-- “斗嘴皮、飙演技、抖机灵、戳心窝”。文章凭此处女作提名第十九届上海国际电影节之亚洲新人奖最佳导演奖。同年八月《陆垚知马俐》获得第40届加拿大蒙特利尔国际电影节中国电影银奖。2017年，《陆垚知马俐》获得第31届中国电影金鸡奖七项提名 - 最佳导演处女作，最佳男主角，最佳女主角，最佳男配角，最佳女配角，最佳录音和最佳摄影。最后文章荣获最佳导演处女作奖。2017年，文章的君竹（上海）影视文化有限公司参与制作谍战剧《剃刀边缘》，文章担任导演并饰演男主角许从良。妻子马伊俐出演女主角。此片打破以往谍战剧的套路，以小人物的成长为主线，加入爱情，探案等元素。电视剧播出后，口碑收视均取得良好的成绩。
2017年11月12日，由文章编剧并导演，阿里巴巴创始人马云主演的微电影《功守道》在优酷独家播出。这部只有22分钟的短片汇集了当今中国顶尖功夫明星和武术指导，包括李连杰，甄子丹，吴京，袁和平，洪金宝以及程小东。电影播出不到两天，网络点击率突破1.5亿，评论量1.5万，顶8.1万。

### 重返舞台
2017年3月已经签约上海话剧艺术中心的文章出演独角话剧《每一件美妙的小事》，文章一人演满90分钟，以细腻而真挚的表演，将母与子的情感对峙、亲情中爱与恨的挣扎，展现得淋漓尽致。这是一部成长的独角戏，文章以收放自如的表演，体现了忧郁的诗意，荣获2017年上海静安现代戏剧谷“壹戏剧大赏”年度最佳男演员。
2018年10月18日到11月3日，文章领衔主演中德合作话剧《茶馆》。这部话剧由著名先锋导演孟京辉执导，德国知名戏剧构作塞巴斯蒂安•凯撤担任戏剧构作。这版《茶馆》在乌镇戏剧节成为开幕话剧，开票仅三分钟，4400张票即告售罄。文章在剧中有大段爆发式独白，他以多年的表演功底和艺术能量的积累，用自由真实的表达征服在场观众。这是文章和舞台的亲密接触，更是他对表演和经典的致敬。2019年代表国际当代戏剧最高水准的阿维尼翁IN戏剧节公布官方特邀名单，《茶馆》作为首部中国大陆剧目入围IN戏剧节。

## 個人生活
文章的父母都是公务员，父亲在中共陕西省委办公厅任职，母亲则在陕西省政府工作。2006年毕业于中央戏剧学院2002級表演系。與唐嫣、白百何、童瑶、孙坚、郭珍霓、曹曦文、徐百卉、张博、斓曦、毛俊杰、陈思斯、杨烁、霍政谚、王雨、邹廷威、张默等為同班同學。妻子則是艺人马伊琍，女方比男方年长8岁，两人在2008年结婚，育有兩女，大女兒文君竹。文章右小腿整段的龍型刺青是送給妻子的圖騰。2019年7月28日，文章在微博宣布和马伊琍離婚。
2019年11月8日，文章承認新戀情，女方是一名小12歲的空中小姐任涵晴。2020年2月30日，文章被拍與任涵晴進出婦產科，被爆料女方懷孕。同年7月9日，有一名居住在英國的華人表示看見文章與懷有身孕的任涵晴在英國倫敦散步。2020年7月12日，文章透過經紀公司承認女友已懷孕。同年8月1日，任涵晴產下一子。2020年10月1日，文章表示不會再婚，也不可能與任涵晴註冊，原因是自己不想因為一張紙而失去自由。

## 爭議事件

### 婚外情事件
2013年，文章在妻子馬伊琍懷孕時，被揭發在酒店與一女星發生婚外情。2014年3月28日，網路爆出文章和另一女星姚笛的偷拍照。3月31日凌晨，文章在個人微博發表公開聲明，诚恳道歉。2014年6月26日，媒体曝光马伊琍在文章生日当天甜蜜献吻。2014年7月，网友拍到马伊琍和文章在美国游玩。马伊琍似乎已原谅文章。2019年11月12日，文章就遭爆料指與「昔日小三」姚笛舊情復燃，姚笛也恰巧傳出與未婚夫高傑分手並重回文章懷抱。2020年播出的电视剧《装台》中，曾陷入出轨丑闻的文章被删除戏份、演员表除名。

### 火鍋店事件
2016年5月，据北京电视台科教频道《法治进行时》节目报道，文章在火锅店包间内抽烟，后被当地卫生局查处并责令整改。5月8日，文章就火锅店内抽烟事件致歉。

## 公益事业
为了更好的帮助自闭症群体，2010年6月文章与妻子马伊琍在壹基金的构架下创办了大福自闭症关爱基金（简称大福基金），它是以电影《海洋天堂》中男主角名字“大福”命名的子属机构。文章作为发起人亲自签署与壹基金相关法律文件并得到壹基金书面授权。大福自闭症关爱基金是国内首家由明星发起针对自闭症的专项基金，工作内容包括自闭症知识在中国的普及以及专业自闭症救助机构的硬件改进及软件支持。同年7月，文章又发起“WeCan”孤独症艺术慈善计划，专注于自闭症儿童的援助,“WeCan”得到了李连杰的壹基金和北京星星雨自闭症教育研究所的支持。

## 作品

### 电视剧
| 年份   | 劇名             | 角色       | 备注                   |
| ------ | ---------------- | ---------- | ---------------------- |
| 2000年 | 青春正点         | 陈龙       |                        |
| 2001年 | 黑三角           | 杜亮       |                        |
| 2003年 | 拯救少年犯       | 曹晓磊     | 单元主角               |
| 2004年 | 你在微笑我却哭了 | 陈尘       |                        |
| 2005年 | 与青春有关的日子 | 卓越       |                        |
| 2005年 | 锦衣卫           | 朱由校     |                        |
| 2006年 | 青春之歌         | 林道风     |                        |
| 2007年 | 暗流             | 段逸飞     |                        |
| 2007年 | 奋斗             | 向南       |                        |
| 2009年 | 望族             | 杜清明     |                        |
| 2009年 | 爱在日月潭       | 孟廷       |                        |
| 2009年 | 蜗居             | 小貝       |                        |
| 2010年 | 国歌             | 聂耳       |                        |
| 2010年 | 雪豹             | 周卫国     |                        |
| 2010年 | 冰是睡着的水     | 高教练     | 客串                   |
| 2011年 | 裸婚时代         | 刘易阳     | 担任剧本策划           |
| 2013年 | 小爸爸           | 于果       | 担任导演/编剧          |
| 2016年 | 少帅             | 张学良     |                        |
| 2016年 | 谜砂             | 古力       | 客串                   |
| 2016年 | 欢喜密探         | 卖胭脂小贩 | 客串                   |
| 2017年 | 剃刀边缘         | 许从良     | 担任导演               |
| 2020年 | 装台             |            | 遭删除戏份和演员表除名 |
| 待播   | 一步登天         | 纳兰       |                        |

### 电影
| 年份   | 片名              | 角色             | 類型          |
| ------ | ----------------- | ---------------- | ------------- |
| 2008年 | 走着瞧            | 马杰             |               |
| 2010年 | 海洋天堂          | 大福             |               |
| 2011年 | 万有引力          | 高远             | 單元主角      |
| 2011年 | 白蛇傳說          | 能忍             |               |
| 2011年 | 神奇俠侶          | 甄黃/皇帝        |               |
| 2011年 | 失恋33天          | 王一扬（王小賤） |               |
| 2012年 | 亲家过年          | 张雪伦           |               |
| 2012年 | 真心话大冒险      |                  | 客串          |
| 2012年 | 三个未婚妈妈      | 幻覺男友甲       | 客串          |
| 2012年 | 血滴子            | 乾隆帝           | 客串          |
| 2013年 | 西游·降魔篇       | 唐三藏           |               |
| 2013年 | 不二神探          | 王不二           |               |
| 2013年 | 越位者            |                  | 客串          |
| 2014年 | 我在路上最爱你    | 夏雨             | 特别出演      |
| 2014年 | 一步之遥          | 武七             |               |
| 2014年 | 微爱之渐入佳境    |                  | 客串          |
| 2015年 | 王朝的女人·楊貴妃 | 大将军           | 客串          |
| 2016年 | 陆垚知马俐        | 快递小哥         | 担任导演.編劇 |
| 2016年 | 封神傳奇          | 哪吒             |               |
| 2016年 | 过年好            |                  | 客串          |
| 2016年 | 美人鱼            | 警察             | 客串          |
| 2017年 | 功守道            | 不適用           | 担任导演      |
| 2018年 | 胖子行动队        | 特工J            |               |
| 2020年 | 雪豹之虎啸军魂    | 周卫国           | 網絡電影      |
| 2020年 | 不期而遇的夏天    | 不適用           | 担任监制      |
| 2021年 | 测谎人            | 左南             |               |
| 2024年 | 大“反”派          | 小张             |               |
| 待播   | 遇神              |                  |               |

## 话剧
- 火脸
- 赵氏孤儿
- 家
- 茶花女
- 图兰朵
- 每一件美妙的小事（2017）
- 茶馆（2018）

## 電視電影
- 心灵1949

## 获奖记录
| 年份   | 頒獎典禮                               | 獎項                           | 劇名                 | 結果 |
| 2003年 | 韩国釜山艺术节                         | 最佳话剧男演员奖               | 《火脸》             | 獲獎 |
| 2009年 | 第12届上海国际电影节                   | 新片展映单元奖                 | 《走着瞧》           | 獲獎 |
| 2009年 | 第12届上海国际电影节之电影频道传媒大奖 | 最受关注新人演员奖             | 《走着瞧》           | 獲獎 |
| 2010年 | 第13届上海国际电影节                   | “金爵奖”                       | 《海洋天堂》         | 提名 |
| 2010年 | 第17届北京大学生电影节                 | 艺术探索奖                     |                      | 獲獎 |
| 2010年 | 第13届上海国际电影节之电影频道传媒大奖 | 最佳男主角奖                   | 《海洋天堂》         | 獲獎 |
| 2011年 | 加拿大蒙特利尔国际电影节               | 最佳电影                       | 《万有引力》         | 提名 |
| 2011年 | 英国万像国际华语电影节                 | 最佳男配角                     | 《万有引力》         | 獲獎 |
| 2011年 | 第18届北京大学生电影节                 | 人文关怀奖                     | 《海洋天堂》         | 獲獎 |
| 2011年 | 第14届中国电影华表奖                   | 优秀故事片奖                   | 《海洋天堂》         | 獲獎 |
| 2011年 | 安徽卫视国剧盛典年度（电视剧）         | 最佳男演员奖                   | 《裸婚时代》         | 獲獎 |
| 2011年 | 优酷大剧盛典优酷指数（电视剧）         | 最佳男主角奖                   | 《裸婚时代》         | 獲獎 |
| 2011年 | 新京报中国最美50人盛典                 | 年度最具价值演员奖             | 《失恋33天》         | 獲獎 |
| 2011年 | 第17届上海电视节白玉兰奖               | 最佳男演员                     | 《雪豹》             | 提名 |
| 2011年 | 第18届北京大学生电影节                 | 最佳男演员                     | 《海洋天堂》         | 提名 |
| 2011年 | 第18届北京大学生电影节                 | 最受大学生欢迎男演员奖         | 《海洋天堂》         | 獲獎 |
| 2011年 | 第13届中国电影表演艺术学会             | 金凤凰奖学会奖                 |                      | 獲獎 |
| 2011年 | 第14届中国电影华表奖                   | 优秀新人男演员奖               | 《海洋天堂》         | 獲獎 |
| 2011年 | 优酷影视指数盛典开年优酷指数（电视剧） | 最佳男演员奖                   | 《雪豹》             | 獲獎 |
| 2012年 | 《新周刊》2011中国电视榜               | 年度中国脸奖                   |                      | 獲獎 |
| 2012年 | 全民奥斯卡-中国UGC传播大奖             | 年度人物奖                     |                      | 獲獎 |
| 2012年 | 新浪2011网络盛典                       | 微博最具战斗力奖               |                      | 獲獎 |
| 2012年 | 第19届北京大学生电影节                 | 组委会奖                       | 《失恋33天》         | 獲獎 |
| 2012年 | 第31届大众电影百花奖                   | 最佳影片                       | 《失恋33天》         | 提名 |
| 2012年 | 第18届上海电视节白玉兰奖               | 最佳男演员                     | 《裸婚时代》         | 提名 |
| 2012年 | 快报读者电影节观众票选年度             | 最受欢迎男演员奖               | 《失恋33天》         | 獲獎 |
| 2012年 | 第3届中国电影导演协会                  | 年度男演员                     | 《失恋33天》         | 提名 |
| 2012年 | 爱奇艺“改变视界影像中国”年度盛典       | 最佳电影男演员奖               | 《失恋33天》         | 獲獎 |
| 2012年 | 第6届腾讯网星光大典                    | 年度电影男演员奖               | 《失恋33天》         | 獲獎 |
| 2012年 | 乐视影视盛典（春季）内地电影           | 最佳男演员奖                   | 《失恋33天》         | 獲獎 |
| 2012年 | 第19届北京大学生电影节                 | 最受大学生欢迎男演员奖         | 《失恋33天》         | 獲獎 |
| 2012年 | 第19届北京大学生电影节                 | 最佳男演员                     | 《失恋33天》         | 提名 |
| 2012年 | 第31届大众电影百花奖                   | 最佳男主角奖                   | 《失恋33天》         | 獲獎 |
| 2012年 | 第9届中国金鹰电视艺术节                | 最具人气男演员奖               | 《雪豹》             | 獲獎 |
| 2012年 | 第26届中国电视金鹰奖                   | 观众喜爱的男演员               | 《雪豹》             | 獲獎 |
| 2013年 | 第12届四川电视节金熊猫奖               | 电视剧类最佳男演员奖           | 《雪豹》             | 獲獎 |
| 2013年 | 安徽卫视国剧盛典                       | 十佳电视剧奖                   | 《小爸爸》           | 獲獎 |
| 2013年 | 全民奥斯卡中国UGC传播大奖              | 年度电视剧奖                   | 《小爸爸》           | 獲獎 |
| 2013年 | 第4届乐视盛典                          | 年度最佳电视剧奖               | 《小爸爸》           | 獲獎 |
| 2013年 | 《新周刊》“乌镇·中国年度新锐榜”        | 年度电视剧奖                   | 《小爸爸》           | 獲獎 |
| 2013年 | 安徽卫视国剧盛典                       | 观众喜爱的导演奖               | 《小爸爸》           | 獲獎 |
| 2013年 | 第4届乐视盛典                          | 年度电视剧最佳导演奖           | 《小爸爸》           | 獲獎 |
| 2013年 | 第4届乐视盛典                          | 年度电视剧（大陆）最佳男演员奖 | 《小爸爸》           | 獲獎 |
| 2013年 | 第8届BQ红人榜                          | 年度最佳男演员奖               | 《小爸爸》           | 獲獎 |
| 2014年 | 第13届华鼎奖                           | 中国百强电视剧最佳导演         | 《小爸爸》           | 提名 |
| 2016年 | 第40届加拿大蒙特利尔国际电影节         | 最佳中国电影银奖               | 《陆垚知马俐》       | 獲獎 |
| 2016年 | 第19届上海国际电影节之亚洲新人奖       | 最佳导演                       | 《陆垚知马俐》       | 提名 |
| 2017年 | 2017中国电视剧品质盛典                 | 年度表演剧星奖                 | 《少帅》             | 獲獎 |
| 2017年 | 2017上海静安现代戏剧谷壹戏剧大赏年度   | 年度最佳男演员奖               | 《每一件美妙的小事》 | 獲獎 |
| 2017年 | 2017上海静安现代戏剧谷壹戏剧大赏       | 年度最具人气男演员奖           | 《每一件美妙的小事》 | 提名 |
| 2017年 | 第31届中国电影金鸡奖                   | 最佳导演处女作奖               | 《陆垚知马俐》       | 获奖 |
| 2019年 | 第十二届中国电视制片业表彰             | 优秀电视剧作品奖               | 《剃刀边缘》         | 获奖 |